# Longère Sudel-Fuma
La longère Sudel-Fuma, ou longère communale de Saint-Paul, est une longère de l'île de La Réunion, département et région d'outre-mer français dans le sud-ouest de l'océan Indien.
Située au 1, rue Marius et Ary Leblond à Saint-Paul, la longère, sol inclus, est inscrite au titre des Monuments historiques depuis le 13 décembre 2010,,.

## Historique
Des recherches récentes attestent la présence d'une ancienne prison.

La longère a été rénovée en 2015 en vue de devenir un lieu culturel.

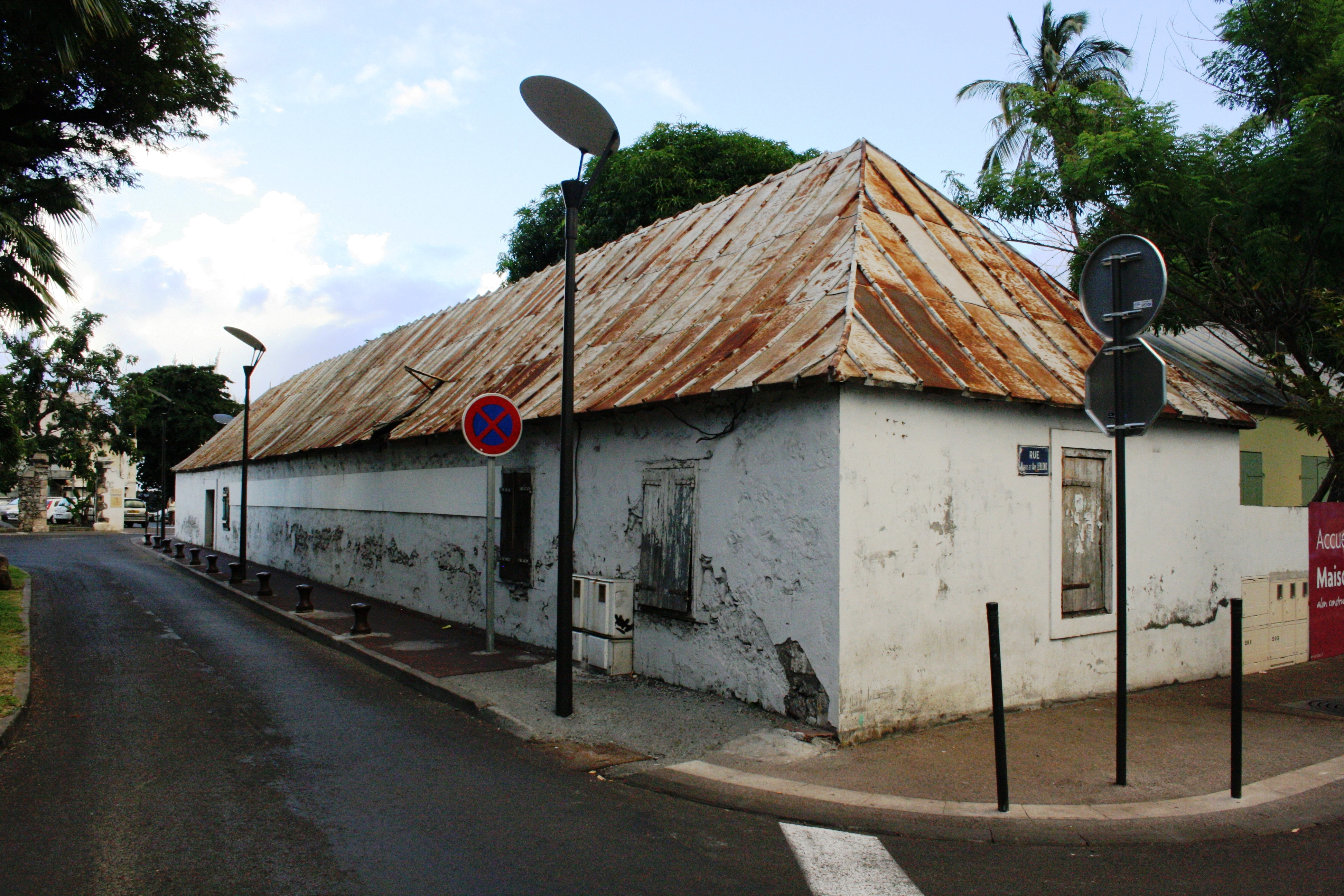
avant travaux
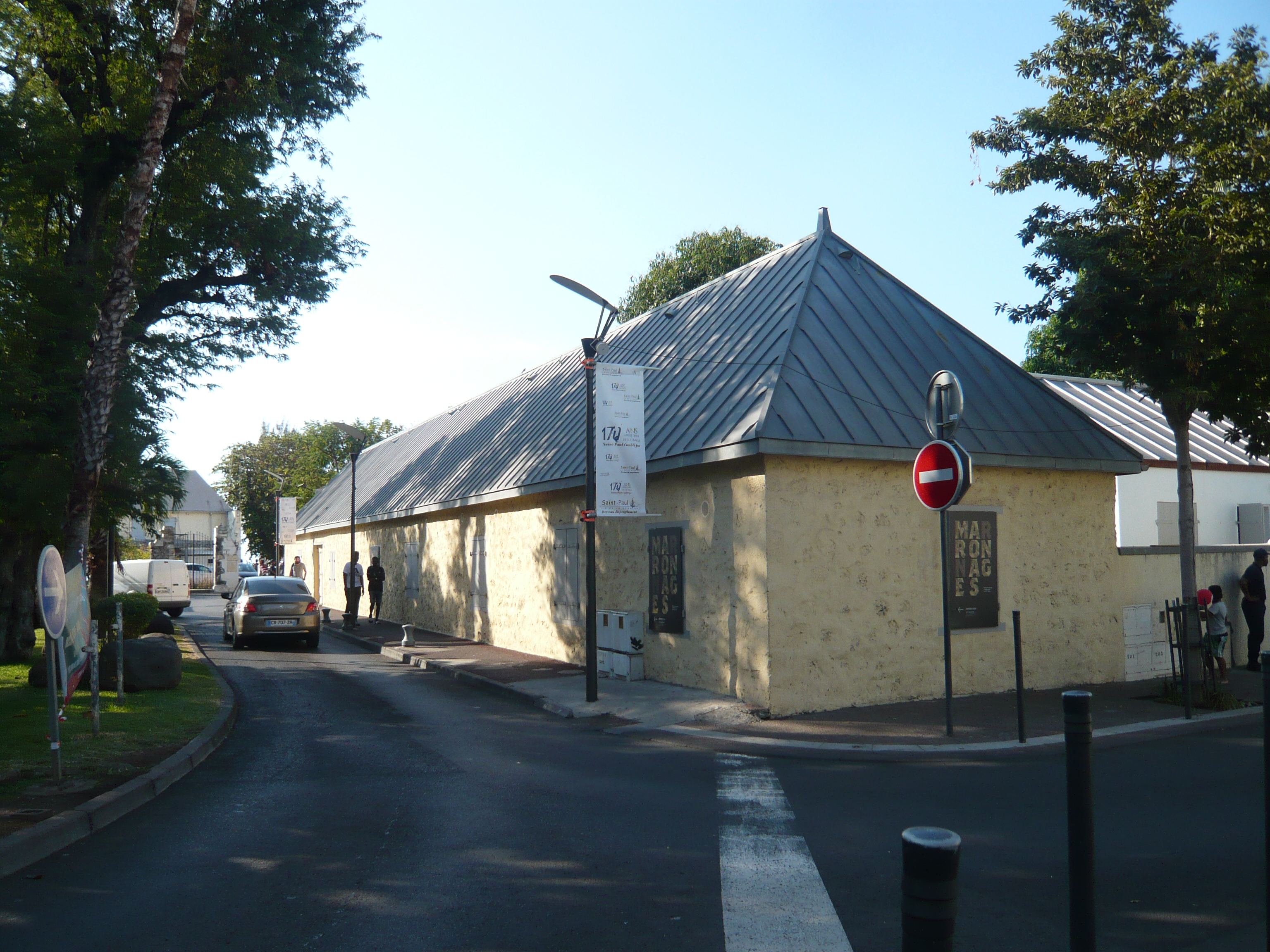
après rénovation

## L'espace culturel Sudel Fuma
Baptisé du nom d'un historien réunionnais, Sudel Fuma, l'espace culturel ouvre ses portes au public en 2016.
Une exposition sur le marronnage y est alors installée : Ma[r]ro[n]nages - Refuser l'esclavage à l'île Bourbon au XVIIIe siècle.